# Konstuniversitetets Teaterhögskola

Teaterhögskolan i Sörnäs

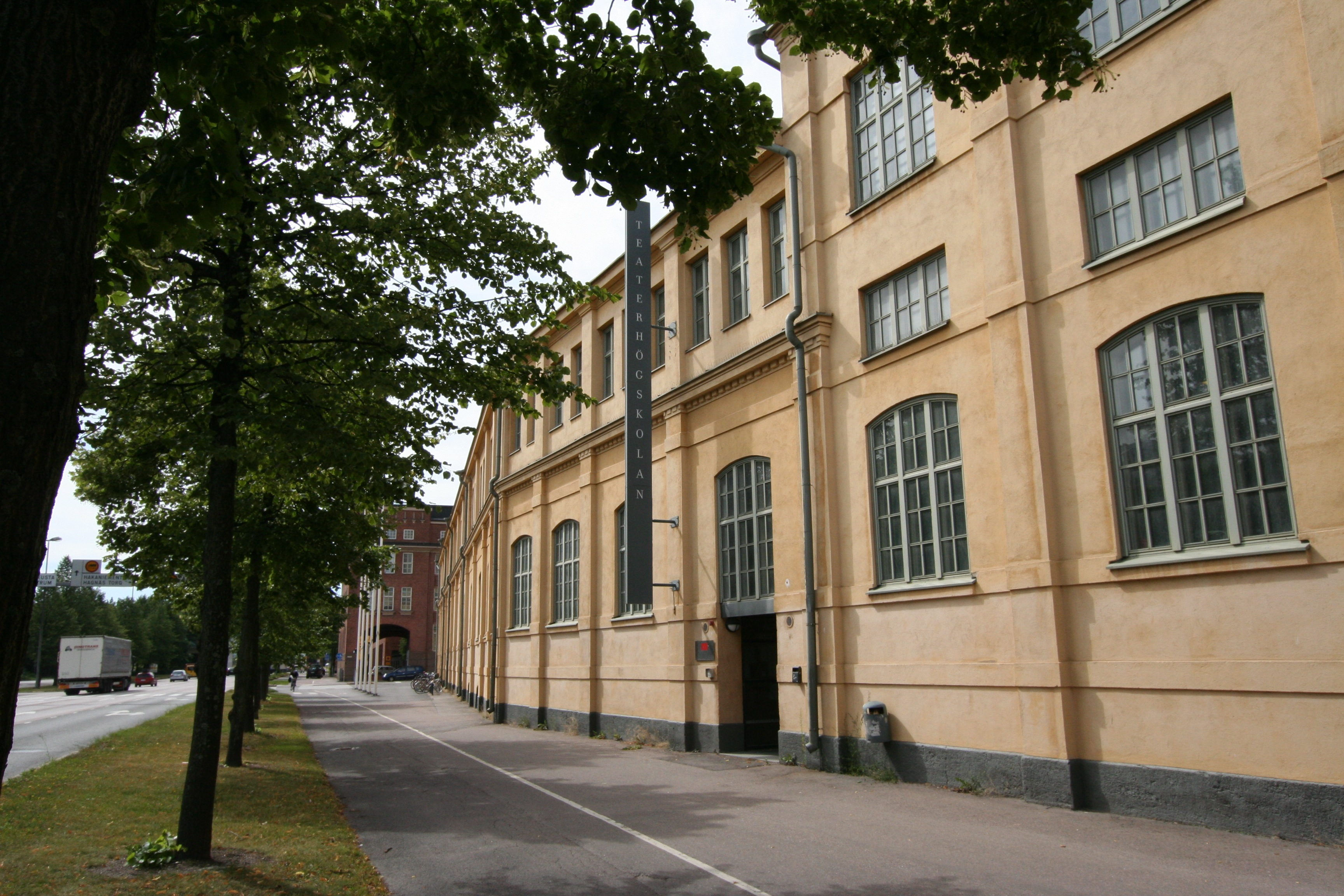
Kokos i Sörnäs.

Konstuniversitetets Teaterhögskola (finska: Taideyliopiston Teatterikorkeakoulu) är en finländsk utbildningsanstalt, som utbildar inom teaterkonst och dans på högskolenivå. Den har haft högskolestatus sedan 1979 och är sedan 2013 en del av Konstuniversitetet i Helsingfors. Vid konstuniversitetet finns omkring 350 studenter. Teaterhögskolan är belägen i stadsdelen Sörnäs. Under ett år har Teaterhögskolan omkring 40 premiärer, som är öppna för allmänheten.

## Historik

### Före Teaterhögskolan
Finskspråkiga skådespelare utbildades på elevskolan vid Finlands nationalteater och på det privata institutet Suomen Näyttämöopisto under åren 1904–1940. Finska teaterskolan (Suomen Teatterikoulu) grundades 1943. År 1962 påbörjades regissörs- och dramaturgutbildningen inom ramen för dess högskoleavdelning.
Den svenskspråkiga skådespelarutbildningen går längre tillbaka i tiden än den finskspråkiga utbildningen. Mellan 1866 och 1868 bedrevs undervisningen på Finlands första teaterskola i anslutning till Nya Teatern. År 1908 grundades Svenska Teaterns elevskola i anslutning till Svenska Teatern. Elevskolan ändrade senare namn till Svenska Teaterskolan i Helsingfors och utvidgade verksamheten till att omfatta hela det svenskspråkiga teaterfältet.

### Teaterhögskolan (1979–2013)
År 1979 bildades den nuvarande tvåspråkiga Teaterhögskolan i och med att Finlands Teaterskola och Svenska Teaterskolan slogs samman. I samband med detta övertogs också Teaterbranschens centralbibliotek, som grundats 1956 och vars namn 1992 ändrades till Centralbiblioteket för teater och dans och som 2001 fick sitt nuvarande namn, Teaterhögskolans bibliotek.
Teaterhögskolans undervisnings- och forskningsutbud har breddats från de traditionella skådespelar-, regissörs- och dramaturgutbildningarna till att även omfatta dans (1983), ljus- och ljuddesign (1986) samt performance- och teaterteori (2001). Den danslärarutbildning som ursprungligen startade på institutionen för danskonst fick sin egen dans- och teaterpedagogiska institution 1997, där man även inrättade ett särskilt utbildningsprogram för teaterpedagoger.

### Konstuniversitetets Teaterhögskolan (2013–)
Sedan början av 2013 ingår Teaterhögskolan tillsammans med Sibelius-Akademin och Bildkonstakademin i Konstuniversitetet. Därigenom blev teaterhögskolan en del av ett universitet under namnet Konstuniversitetets Teaterhögskola.

## Rektorer/Dekaner

### Rektorer
- Eero Melasniemi 1979–1982
- Jouko Turkka 1983–1985
- Outi Nyytäjä 1985–1987
- Marianne Möller 1987–1988 vt.
- Maija-Liisa Márton 1988–1990
- Raila Leppäkoski 1990–1991
- Kari Rentola 1991–1997
- Lauri Sipari 1997–2005
- Paula Tuovinen 2005–2013

### Dekaner
- Paula Tuovinen 2013–2014
- Maarit Ruikka 2014–

## Undervisning och forskning

### Examina
På Teaterhögskolan kan man som grundexamen avlägga lägre och/eller högre högskoleexamen samt efter dessa
avlägga påbyggnadsexamina.
Den lägre högskoleexamen som kan avläggas på Teaterhögskolan är kandidatexamen i danskonst eller teaterkonst. Den omfattar 180 studiepoäng och motsvarar normalt tre års studier på heltid.
Magisterexamen i danskonst avläggs efter motsvarande kandidatexamen eller annan motsvarande examen (till exempel yrkeshögskoleexamen eller utländsk examen). Den omfattar 120 studiepoäng och motsvarar normalt två års studier på heltid.
Efter magisterexamen kan man fortsätta med påbyggnadsstudier som leder till licentiatexamen eller doktorsexamen. Licentiatexamen i danskonst eller teaterkonst omfattar 120 studiepoäng, vilket motsvarar två års heltidsstudier. Doktorsexamen i danskonst eller teaterkonst omfattar 240 studiepoäng, vilket motsvarar fyra års heltidsstudier.

### Utbildningsprogrammet
| Utbildningsprogrammet |

| Magister examen i teaterkonst |

| Magister examen i danskonst |

Tidigare institutioner och ämnen
- Institutionen för teaterkonst (Teatteritaiteen laitos, Teta; finskspråkig): skådespelarkonst, regi, dramaturgi, dramakonst och -teorimagisterprogrammet
- Svenska institutionen för skådespelarkonst (S; svenskspråkig): skådespelarkonst, nordiska magisterprogrammet
- Institutionen för danskonst (Tanssitaiteen laitos, T; finskspråkig): dans, magisterprogrammet för dansare, magisterprogrammet för koreografi
- Institutionen för ljud- och ljusdesign (Valo- ja äänisuunnittelun laitos, VÄS; finskspråkig): ljud- och ljusdesign
- Institutionen för teater- och danspedagogik (Tanssi- ja teatteripedagogiikan laitos, Peda; finskspråkig): magisterprogrammet för danslärare, magisterprogrammet för teaterlärare

### Lokaler
Teaterhögskolans nuvarande lokaler ligger i två byggnader i Sörnäs: Kokos (Aspnäsgatan 6) och Vässi (Fågelviksgatan 3). All verksamhet på skolan sker i Kokos med undantag för ljus- och ljuddesign, som håller till i Vässi. Kokos togs i bruk 2000 och Vässi 2007. 
Tidigare låg tvål- och margarinfabriken Kokos och Kones hissfabrik i skolans huvudbyggnad. Lokalerna omfattar en stor
teatersalong och flera studior för offentliga föreställningar och där finns också ett stort bibliotek specialiserat på scenkonst. Vässi ligger i Elantos förutvarande lagerbyggnad.
Under sin tid har Teaterhögskolan legat på flera olika ställen. Från grundandet till 1992 låg högskolan på Ehrensvärdsvägen i Helsingforsstadsdelarna Eira och Tölö. 1992 flyttade all verksamhet med undantag för institutionerna för danskonst och ljus- och ljuddesign till Kulturhuset och den tidigare industrifastigheten Paahtimo. Till de nuvarande lokalerna på Aspnäsgatan flyttade högskolan 2000. Mellan 1988 och 2007 låg institutionen för ljus- och ljuddesign i Tammerfors, i samma lokaler där Tutkivan teatterityön keskus/Centre for Practise as Research in Theatre numera håller till.

## Alumniverksamhet
De personer som har avlagt examen inom teater och dans på Teaterhögskolan eller jämförbara examina på de skolor som föregick den bjuds in som alumner vid Teaterhögskolan. De kan gå med i Teaterhögskolans alumnförening vars uppgift bland annat är att verka som en föreningslänk mellan de tidigare eleverna. Även förutvarande personal vid Teaterhögskolan och dess föregångare kan ansluta
sig till föreningen.
Sedan 2011 har alumniföreningen varje år valt en konstnär, pedagog eller person inom teatern som på något sätt förtjänar att uppmärksammas till Årets alumn. 2011 valdes Seela Sella till Årets alumn medan Pauliina Feodoroff och Milja Sarkola fick utmärkelsen 2012 och Hanna Kirjavainen och Miko Jaakkola 2013.